# Jove Itàlia
La Jove Itàlia (Giovine Italia) va ser un moviment patriòtic italià creat el 1831 a Marsella per Giuseppe Mazzini. Es va dissoldre el 1848.

## Origen del moviment
Giuseppe Mazzini, patriota revolucionari italià i antic carbonari, es va exiliar a França el 1831 després del fracàs de les revolucions del mateix any al Piemont i al Regne de Nàpols. A Marsella va fundar el moviment la Jove Itàlia, que tenia com a objectiu la unificació del país per la via política, afavorint si calia la insurrecció popular del conjunt dels italians, però refusant la revolta d'una petita elit revolucionària, que s'havia mostrat ineficaç en les revolucions carbonaris del 1821 i el 1831.

## Accions
La Jove Itàlia mai no va aconseguir agrupar un nombre gaire gran de patriotes italians, en part per la manca de coherència política de Mazzini, que refusava el socialisme per aconseguir la unió nacional, un plantejament que no va tenir gaire èxit. El 1834, Mazzini, refugiat a Suïssa i constatant el fracàs del seu moviment, va crear la Jove Europa, que volia federar els moviments patriòtics europeus (Irlanda, Grècia, Polònia, Hongria, etcètera) per impulsar l'aliança fraternal dels pobles. La Jove Europa tampoc no va tenir gaire repercussió i es va acabar dissolent el 1836, però va convertir Giuseppe Mazzini en una figura respectada pels patriotes i pels socialistes de l'època, ja que era l'única persona que tenia una visió global dels moviments nacionalistes europeus del moment.
La Jove Itàlia va inspirar el grup que va crear la Jove Catalunya.